# Nanocladius alternantherae
Nanocladius alternantherae är en tvåvingeart som beskrevs av Arthur Dendy och James E. Sublette 1959. Nanocladius alternantherae ingår i släktet Nanocladius och familjen fjädermyggor. Inga underarter finns listade i Catalogue of Life.